# Polykrates (Rhetor)
Polykrates (griechisch Πολυκράτης Polykrátēs) war ein Redner im antiken Athen, der im späten 5. und frühen 4. Jahrhundert v. Chr. lebte.

## Leben
Polykrates lebte zunächst in Athen. Er veröffentlichte um 392 v. Chr. eine Anklage des Sokrates und eine Verteidigung des Busiris. Diese nicht erhaltenen Schriften waren Prunkstücke rhetorischer Fähigkeiten und dienten der Werbung für seinen Unterricht. Isokrates antwortete auf Polykrates mit seinen Busiris. Aus ihm ist zu entnehmen, dass zu diesem Zeitpunkt Polykrates bereits Athen verlassen hatte; er lebte ab etwa 390 v. Chr. auf Zypern, wo er eine Schule eröffnete.

## Reden
Umstritten ist die Frage, inwieweit Polykrates für seine Anklage des Sokrates Schriften Platons benutzte.
Xenophon benutzte (mangels anderer Quellen) die Anklage des Sokrates in der „Schutzschrift“. Lysias antwortete auf Polykrates; auch seine Verteidigung des Sokrates war ein rhetorisches Prunkstück. Inwieweit Platon, Antisthenes und Aischines auf Polykrates antworteten, ist umstritten. Vermutlich stammt auch die bei Isokrates und Platon erwähnte „Lobrede auf das Salz“ von ihm, auch andere Reden zu kuriosen Themen sind vermutlich ihm zuzuschreiben. Auch Libanios antwortete auf Polykrates' Sokratesreden.